# Gouania mauritiana
Gouania mauritiana är en brakvedsväxtart som beskrevs av Jean-Baptiste de Lamarck. Gouania mauritiana ingår i släktet Gouania och familjen brakvedsväxter. Inga underarter finns listade i Catalogue of Life.